# Melitaea hyrcana
Melitaea hyrcana är en fjärilsart som beskrevs av Otto Staudinger 1882. Melitaea hyrcana ingår i släktet Melitaea och familjen praktfjärilar. Inga underarter finns listade i Catalogue of Life.